# Kruimeltje
Kruimeltje é um filme de drama neerlandês de 1999 dirigido e escrito por Maria Peters. Foi selecionado como representante dos Países Baixos à edição do Oscar 2000, organizada pela Academia de Artes e Ciências Cinematográficas.

## Elenco
- Ruud Feltkamp - Kruimeltje
- Hugo Haenen - Wilkes
- Rick Engelkes - Harry Folker
- Thekla Reuten - Lize van Dien
- Yannick van de Velde - Keesie
- Sacha Bulthuis - Mrs. Koster
- Ingeborg Uyt den Boogaard 	- Vera di Borboni
- Jaap Maarleveld
- Joop Doderer - Koster
- Bert Geurkink